# Анждор
Анждор, анжедор (фр. ange d'or — золотий ангел) — французька золота монета, карбована з 1341 року Філіпом VI.
Свою назву монета отримала від імені архангела Михаїла, який був зображений на аверсі зі щитом з французьким королівським гербом.
Анждор цінувався як 75 турських солів (су). Початкова вага анждора — 7,42 г — знизилася до 6,44, потім до 5,83 г чистого золота. Монета з такою назвою випускалася також Філіпом Сміливим Фландрським з 1386 року. Анжедор вагою 4,8 г 978-ї проби цінувався як 60 грошів.

## Джерело
- 3варич В. В. Нумізматичний словник. — Львів: «Вища школа», 1978, 338 с.